# Американско-Канадская епархия (МПЦ)
Американско-Канадская епархия (макед. Американско-канадска епархија, англ. American-Canadian Macedonian Orthodox Diocese) — епархия Македонской православной церкви. Юрисдикция епархии распространяется на всю территорию Канады и США. Кафедральным собором является храм святого Климента Охридского в городе Торонто (Канада).

## История
Епархия была образована на Третьем Синоде духовенства и мирян, который проходил в Охриде с 16 по 18 августа 1967 года. На тот момент включала все приходы в США, Канаде, Западной Европе и Австралии.

## Современное состояние
В настоящее время в епархии служат 30 священников, действуют два монастыря и 30 храмов. В приходах епархии работают школы религиозного обучения, истории македонского народа и македонского языка.

## Иерархи епархии
- Кирилл (Поповский) (18 июля 1967 — 1986);
- Стефан (Веляновский) (1987 — апрель 1989);
- Гавриил (Милошев) (апрель 1989 — январь 1992) в/у, архиепископ Охридский
- январь 1992—1993 — под управлением Синода МПЦ;
- Михаил (Гогов) (4 декабря 1993 — 6 июля 1999) в/у, архиепископ Охридский
- Стефан (Веляновский) (1999—2006) в/у, архиепископ Охридский
- Мефодий (Златанов) (с 6 апреля 2006)